# Besné
Besné é uma comuna francesa na região administrativa da Pays de la Loire, no departamento de Loire-Atlantique. Estende-se por uma área de 17,54 km². Em 2010 a comuna tinha 3 157 habitantes (densidade: 180 hab./km²).